# Приключения пингвинёнка Лоло
«Приключе́ния пингвинёнка Лоло́» (яп. 小さなペンギンロロの冒険 Ти:сана пэнгин Роро но бо:кэн) — мультипликационная трилогия, выпущенная в 1986—1987 годах совместно советскими студиями «Союзмультфильм» и «Совинфильм» и японскими компаниями «Life Work Corporation» и «Aist Corporation». Фильм рассказывает о приключениях двух юных пингвинов Адели — мальчика Лоло и девочки Пепе.
После принятия «Закона об информации» он получил оценку 6+ (то есть для зрителей, достигших возраста 6 лет).

## История создания
В 1973 году в Москву приехал продюсер детских художественных фильмов в Японии Такэо Нисигути, на которого знакомство с советской мультипликацией произвело глубокое впечатление. В 1980 году он предложил Госкино СССР совместное производство какого-нибудь полнометражного мультфильма. Чтобы получить одобрение обеих сторон, Нисигути выбрал нейтральную историю, не касающуюся ни СССР, ни Японии, и проекту был дан старт. Со стороны СССР выступили киностудии «Союзмультфильм» и «Совинфильм», со стороны Японии — кинокомпании «Aist Corporation» и «Life Work Corporation».
Анимация была выполнена мультипликаторами СССР, в то время как Япония выступила спонсором, а также предоставила саундтреки, кинооборудование и технологии для съёмок. Во время работы Нисигути и японская сторона столкнулись с тем, что методы работы в анимации СССР значительно отличались от принятых в Японии. Также обнаружились существенные различия в перфорации советских и иностранных киноплёнок, из-за чего японской компании «Фуджифильм», на чьей плёнке был снят мультфильм, даже пришлось разработать специальный негатив.
Работа над трилогией продолжалась восемь лет и окончательно закончилась в 1988 году, когда была завершена японская версия; для советской версии первая часть была готова в 1986 году, вторая и третья — в 1987 году.

Во время поездки в Москву в 1973 году я с удивлением открыл для себя мультфильмы великих русских мастеров. Являясь продюсером детских художественных фильмов в Японии, я осмелился предложить в 1980 году советской стороне совместное производство полнометражного анимационного фильма! Конечно, я был очень смел, чрезвычайно мотивирован идеей сделать красивый фильм с русскими художниками и возбуждён, как взлетающая в космос ракета! Я выбрал историю, которая так или иначе не касалась любой из наших двух стран, и получил громкое «Хорошо!» от представителя органа, осуществляющего надзор за нашим проектом. Совместная работа с русскими оказалась настоящим открытием для меня и японской команды. Их подход имел мало общего с нашим опытом производства в Японии: распределение задач, раскадровки, проблемы технологий всех видов. «Фуджифильм» даже должен был создать специальный негатив, чтобы перфорация совпадала с советскими фильмами! Каждый день приносил новые сюрпризы. Долгий путь Лоло закончился в 1988 году, и в течение восьми лет работы над этим фильмом мы стали свидетелями всех политических изменений, которые потрясли тогда советскую систему. Надо сказать, что наш фильм является единственным мультфильмом, который был создан в совместном производстве Японией и СССР.— Такэо Нисигути, продюсер

## Сюжет
В ноябре на берега Антарктиды после антарктической зимы прибывает дружная стая пингвинов Адели. Первыми приходят самцы, чтобы приготовить самкам гнёзда для высиживания яиц. Вожаком стаи является пингвин Тото, чья жена Лала́ через положенное время откладывает яйца и вместе с другими самками уходит к морю, чтобы восстановить силы, а в их отсутствие Тото с другими самцами высиживает яйца. Через полтора месяца некоторые самцы, не выдержав голода, уходят с гнёзд, и колония тут же подвергается нападению чаек-поморников, утаскивающих яйца. Тото, защищая соседское гнездо, не уберегает собственное. Ему удаётся сохранить лишь два яйца из разных гнёзд. В итоге Тото принимает решение оставить им с Лала только одно яйцо, а другое отдаёт в семью других пингвинов, Попо и Мими, у которых ни одно не уцелело.
Через положенное время из яйца Тото и Лала вылупляется мальчик, которого они называют Лоло. Лоло крайне непоседлив, очень любознателен и, будучи сыном вожака, хочет всегда и во всём быть первым. В то же время он немного страдает от того, что у него нет братьев и сестёр, и поэтому сближается с девочкой Пепе (вылупившейся из второго яйца, спасённого Тото).
Несмотря на наставления отца ни в коем случае не приближаться к людям (так как недалеко от их колонии находится полярная станция), Лоло (а впоследствии — и вместе с Пепе) всё равно приходит к ним и знакомится с добрым полярником и щенком-хаски Доном. Однако дедушка Пиго, учитель пингвинят, объясняет, что помимо добрых полярников есть и другие, куда более опасные для них люди — браконьеры.
Однажды Лоло и Пепе подходят слишком близко к краю снежного утёса над водой, который под воздействием волн разрушается, и пингвинята оказываются в море на маленькой льдинке. Вскоре Лоло и его подруга сталкиваются с морским леопардом, который, однако, сам подвергается нападению косатки.
В конце концов, Лоло и Пепе оказываются на корабле самих браконьеров, которые сажают их в клетку. В соседней клетке они находят золотоволосого пингвинёнка Мака, после чего все трое, заручившись поддержкой корабельного сенбернара Джека, сбегают с корабля на спасательном круге и забираются на льдину. Мучаясь сильным голодом, они всё-таки залезают в воду и обнаруживают, что их оперение достаточно окрепло и они теперь могут плавать и ловить криль для пропитания. Затем они встречают стаю голубых китов, которые довозят их до земли, где они находят свою колонию и наконец воссоединяются с родителями.
Но тут к стае подбегает воспитательница Нини и сообщает тревожную новость: прибыли браконьеры (от которых убежала троица), захватили всех пингвинят колонии и сейчас везут их на лодке на корабль. Лоло рассказывает о них отцу, и вся колония бросается вдогонку за лодкой. Когда они начинают бросаться на лодку, браконьеры открывают по ним огонь, и в числе погибших пингвинов оказывается Тото. Тем временем несколько пуль случайно попадают в один из ледяных прибрежных утёсов, из-за этого в воду падает огромная глыба льда, провоцирующая гигантское цунами, которое топит корабль и браконьеров.
Наступает конец марта, и пингвины Адели готовятся отправиться на север, чтобы до сентября пережить там антарктическую зиму. Со смертью Тото стае нужен новый вожак, и дедушка Пиго выдвигает кандидатуру Лоло. Её поддерживают Мак, Пепе и Лала. Лоло предлагает Маку отправиться с ними, но Мак отказывается, так как хочет найти свою стаю, и, попрощавшись, в одиночестве уходит. Затем над ними пролетает вертолёт, и в нём Лоло в последний раз видит Дона и полярника, которые из-за наступления антарктической зимы тоже покидают станцию. После этого пингвины во главе с Лоло отправляются в путь.

## Создатели
- Авторы сценария: Виктор Мережко, Эйити Тати
- Кинорежиссёры: Геннадий Сокольский, Кэндзи Ёсида
- Художники-постановщики: Татьяна Сокольская, Хиромицу Морита, Юкио Абэ, Александр Маркелов (2 и 3)
- Композитор: Масахито Маруяма
- Запись музыки: Уэлмен, Токио
- Кинооператор: Александр Чеховский
- Консультант по съёмке: Кацудзи Мисава
- Звукооператоры: Владимир Кутузов, Нориёси Мацуура
- Художники-мультипликаторы: Виолетта Колесникова, Галина Зеброва, Марина Рогова, Эльвира Маслова, Дмитрий Куликов, Владимир Захаров, Александр Дорогов, Александр Маркелов, Валерий Угаров (1 и 3), Марина Восканьянц (2 и 3)
- Художники: Анна Чистова, Ирина Светлица, Борис Травин, Николай Митрохин, Татьяна Макарова, Марина Игнатенко (1 и 3), Ирина Лярская (2 и 3), Марина Максименко (2), Андрей Игнатенко (2), Татьяна Герасименко (3)
- Ассистенты режиссёра: Раиса Макарова, Галина Андреева, Ирина Литовская (1 и 3), Елена Черёмушкина (2 и 3)
- Монтажёр: Наталия Степанцева
- Редактор: Татьяна Папорова
- Музыкальные редакторы: Нина Савичева, С. Симура
- Продюсеры: Такэо Нисигути, Тору Комори
- Директор съёмочной группы: Лилиана Монахова

## Роли озвучивали
| Персонаж                                            | Советская версия                                                       | Японская версия                        |
| --------------------------------------------------- | ---------------------------------------------------------------------- | -------------------------------------- |
| Лоло (яп. ロロ Роро)                                | Светлана Степченко                                                     | Кадзуко Сугияма                        |
| Пепе (яп. ペペ Пэпэ) Мими воспитательница Нини Гиги | Людмила Гнилова                                                        | Санаэ Миюки                            |
| Мак (яп. マック Макку)                              | Наталья Ченчик                                                         | Хироко Маруяма                         |
| Тото (яп. トト Тото)                                | Ролан Быков                                                            | Китон Ямада                            |
| Лала́ (яп. ララ Рара)                                | Елена Санаева                                                          | Акико Цубои                            |
| Дедушка Пиго (яп. ピゴ爺さん Пиго-дзиисан)          | Вячеслав Невинный                                                      | Хидэкацу Сибата                        |
| Гугу                                                | Юрий Андреев                                                           | Маюми Со                               |
| Дон Зизи                                            | Татьяна Курьянова                                                      | Ёико Ямада Томоко Сайто                |
| Попо                                                | Анатолий Соловьёв                                                      | Масахару Сато                          |
| Джек (яп. ジャック Дзякку)                          | Евгений Леонов                                                         | Минору Яда                             |
| Полярник со станции                                 | Николай Граббе                                                         | Масару Икэда                           |
| Браконьеры                                          | Вячеслав Богачёв Владимир Сошальский Владимир Ферапонтов Юрий Волынцев | Наоки Тацута Икуя Саваки Хироя Исимару |
| Текст от автора                                     | Алексей Баталов                                                        | Токико Като                            |

## Персонажи
- Лоло — главный герой, пингвинёнок синего цвета, сын вожака стаи Тото и его жены Лала́, лучший друг Пепе. Озорной и непослушный, из-за этого часто попадал в различные истории.
- Пепе — девочка-пингвинёнок розового окраса, дочь пингвинов Попо и Мими. Лучшая подружка Лоло. Пугливая и робкая.
- Мак — пингвинёнок из рода Маккуори тёмно-синего окраса, с тремя золотыми перьями на голове.
- Тото — отец Лоло и муж Лала. Чёрный пингвин. Вожак стаи пингвинов.
- Лала́ — мать Лоло и жена Тото. Тёмно-синяя пингвиниха с мягким характером.
- Нини — пингвиниха синего цвета, почти как Лала, но немного светлее. Воспитательница пингвинят в детском саду.
- Дон — дружелюбный щенок эскимосской собаки. Друг Лоло и Пепе.
- Дедушка Пиго — старый пингвин серого цвета. Воспитатель пингвинят. Строгий, но добрый.
- Полярник со станции — добрый мужчина. Имеет питомца — щенка Дона. Любит пингвинов.
- Чайки-поморники — недружелюбные птицы.
- Королевские пингвины — очень гордые птицы, как высказалась о них Пепе.
- Морской леопард — враг пингвинов Адели.
- Косатка — самый страшный враг пингвинов Адели, о которой рассказывал Пиго.
- Браконьеры — опасные злодеи и «люди в чёрном», как назвал их дедушка Пиго.
- Джек — старый сенбернар, служил браконьерам тем, что своим воем передавал сигнал о приближении шторма.
- Гиги и Зизи — пингвинята-близнецы, друзья Лоло.
- Попо — муж Мими, отец Пепе. Друг Тото. Пингвин лилового окраса.
- Мими — жена Попо, мать Пепе. Пингвиниха розового цвета, который унаследовала и Пепе.
- Гугу — пингвин бледно-бирюзового цвета. Друг Тото.
- Пипи — птенец чайки-поморника, знакомый Лоло.

## Версии
Советская и японская версии не имеют никаких различий в видеоряде или музыке. Они отличаются только языком. Мультфильм также переведён и на многие другие языки мира, но большинство существующих дубляжей основаны на американской (или реже на французской) адаптации, а не на оригинале. Американская, голландская и французская версии сильно адаптированы и существенно отличаются как от оригинала, так и друг от друга.

### Американская версия
В США мультфильм (The Adventures of Scamper the Penguin) первоначально вышел под дистрибуцией компании Enoki Films USA, занимавшейся продвижением японских аниме в США (то есть он был приобретён у японцев, и американский дубляж был сделан на основе именно японской версии). Американская версия была создана компанией Jim Terry Production, более известной по работе с аниме, но также, помимо «Пингвинёнка Лоло», дублировавшей и некоторые другие советские полнометражные мультфильмы: «Снежная королева» (1957), «Дикие лебеди» (1962), «Приключения Буратино» (1959), и «Мария, Мирабела» (1981).
В отличие от «Пингвинёнка Лоло», эти мультфильмы имеют и другие версии американских дубляжей других студий. Из трилогии был смонтирован один полнометражный мультфильм, который был подвергнут строгой цензуре, а также другим многочисленным изменениям, характерным для американского дубляжа иностранных мультфильмов. В этой адаптации перемонтировали и сократили видеоряд, перерисовали некоторые сцены, полностью изменили музыкальный ряд и имена почти всех персонажей, добавили дополнительные фразы и переписали диалоги и комментарии рассказчика.
Вся американская музыка и песни написаны композитором Марком Меркюри (Mark Mercury), который также написал музыку и песни и для американских дубляжей других аниме и советских мультфильмов, дублированных Jim Terry Production. При этом в титрах указано только название группы (Bullets).

### Версии, основанные на американской
Во многих странах мира была дублирована именно американская версия (Enoki Films USA получило право дистрибуции по всему миру — указано в закрывающих титрах американской версии). То есть в этих дубляжах используются видеоряд и музыка из Scamper the Penguin, на нём же основываются перевод и имена персонажей. Однако поскольку некоторые имена в Scamper the Penguin являются «говорящими», включая имена главных героев, Лоло и Пепе получили различные имена в каждой из этих версий.
В Германии (Bauzi — der Pinguin aus der Antarktis — видеорелиз, Bauzi — Der kleine Pinguin — DVD-релиз) Лоло и Пепе получили имена Bauzi (Бауци) и Rosali (Розали) соответственно. Дедушка Пиго превратился в Professor Pinguin (Профессора Пингвина), «неговорящие» имена были взяты из американской версии в неизменном виде. Все американские песни были дублированы на немецкий язык. Титры также были заменены на немецкие, причём в этих титрах окончательно исчезли русские и японские имена (осталось только упоминание Life Work Corporation и «Союзмультфильма»), в то время как все американские имена, кроме имён актёров озвучивания, были сохранены. В немецкой версии рассказчица представляет Лоло в начале фильма как пингвина Гумбольдта, хотя и в американской версии Лоло был представлен правильно, как пингвин Адели, и пингвин Гумбольдта не обитает в Антарктиде.
В отличие от других основанных на американской версий, в немецкой часть вырезанных в американской версии моментов была возвращена на законное место. В немецкой версии присутствуют кадры, в которых Тото шлёпает Лоло, а сцены погони косатки за морским леопардом и крушения браконьерского судна самым настоящим цунами необрезаны и показаны полностью. Также был возвращён на законное место кадр, в котором пингвины скорбно опускают головы при упоминании о смерти Тото, хотя кадры гибели пингвинов остались вырезанными. Кроме того, использован оригинальный кадр в моменте, в котором дедушка Пиго топает ногой и падает с горки (но при этом, как и в американской версии звучит смех, хотя в кадре явно никто не смеётся). За исключением этих моментов, видеоряд в немецкой версии совпадает с американской.
В канадском Квебеке (Les aventures de Kiri le pingouin") Лоло и Пепе получили имена Kiri (Кири) и Crystal (Кристалл). Все американские песни были дублированы на французский язык, но титры оставлены на английском языке. Видеоряд в квебекской версии полностью совпадает с американской.
В Бразилии (As Aventuras do Pinguim Arteiro) Лоло и Пепе получили имена Arteiro (Озорник) и Floco de Neve (Снежинка). Песни и титры были оставлены на английском языке. Видеоряд в бразильской версии полностью совпадает с американской.
Дубляжем с американской версии являются также шведская (Pelle Pingvin), датская (Et pingvin eventyr), болгарская («Приключенията на Скокльо»), сербская (Pingvin Pingo), польская (Przygody pingwinka Wiercipięty), словенская и греческая версии. В шведской версии Лоло и Пепе имеют имена Pelle и Snöflingan (Снежинка), в датской Frederik (Фредерик) и Snefnug (Снежинка), в болгарской Скокльо (Прыгун) и Снежинка, в сербской Pingo и Pahulja (Снежинка).

### Советский английский дубляж
Помимо подвергнутой цензуре и прочим изменениям американской версии, был создан другой дубляж на английский язык (The Adventures of Lolo the Penguin), выполненный в СССР студией «Фильм-экспорт» (Filmexport). В этой версии трилогия была просто продублирована на английский, но сценарий, имена персонажей, звуковая дорожка и видеоряд никакой переделке не подвергались.

#### Австралийское переиздание
Использующая советский английский дубляж версия была выпущена на DVD в Австралии под дистрибуцией компании Force Entertainment (позже переименованной в Beyond Home Entertainment) в 2007 году (по другим источникам, в 2006 году). Однако в австралийском издании из мультфильма было вырезано множество сцен, общей продолжительностью до 15 минут. Из трилогии был смонтирован один полнометражный мультфильм.

### Арабские версии
Существуют как минимум три версии на арабском языке. Первая (البطريق لولو) основана на оригинале и не подвергает видеоряд никаким изменениям за исключением добавления вступительной заставки, содержащей нарезки сцен из мультфильма и сопровождающейся пением в арабском стиле. Оригинальные имена персонажей также были сохранены. Однако из мультфильма была полностью удалена вся музыка и местами добавлены звуковые эффекты, которых не было в оригинале. Во время вступительной сцены полярного сияния почему-то звучат звук дождя и раскаты грома.
Две другие арабские версии основаны на американской адаптации, но если в одной (مغامرات البطريق) полностью сохранены видеоряд и музыка из американской версии (песни оставлены на английском языке), то в другой также вообще отсутствует какая-либо музыка, кроме ещё одной песни в арабском стиле в открывающих и закрывающих заставках (перемонтированных и отличающихся от американских).

### Нидерландская версия
В Нидерландах трилогия первоначально была показана на телевидении в двух частях («Pim De Pinguin» и «De avontuurlijke reis van Pim de Pinguin»). Премьера состоялась 21 и 28 декабря 1988 года (то есть ещё до выпуска американской версии и до того, как Enoki Films USA получило право дистрибуции по всему миру). Через год трилогия была показана на голландском телевидении повторно уже как 4-серийный фильм. Однако для DVD-релиза (De avonturen van Pim De Pinguin) трилогию, как и в других странах, объединили в один полнометражный фильм.

### Французская и основанные на ней версии
Во Франции (Les Aventures de Lolo) трилогия первоначально была показана в кинотеатрах и была смонтирована в один полнометражный мультфильм. Премьера состоялась 13 апреля 2005 года. Хотя права на показ во Франции были приобретены непосредственно у японской стороны и французская адаптация не основана на американской, она имеет много общих с ней изменений в видеоряде. В этой версии оригинальные имена персонажей были сохранены. Однако лишь половина оригинальной музыкальной дорожки была сохранена, другая половина была заменена на электронную. Автором французской музыки является Рафаэль Девийе (Raphaël Devillers).
В Венгрии трилогия дублировалась дважды. Старый дубляж (Nyüzsgi, a pingvin kalandjai) был сделан с американской версии (Nyüzsgi — венгерское имя Лоло, являющееся переводом на венгерский его американского имени Scamper). Новый дубляж (Lolo kalandjai) сделан с французской версии и использует видеоряд, имена и музыку из неё. Титры в нём также оставлены на французском языке и не переведены на венгерский. На французской адаптации основана также чешская версия (Dobrodružství tučňák).

### Версии, основанные на оригинале
Оригинальные русские версии мультфильма в Эстонии (Pingviinipoeg Lolo seiklused) и Литве (Pingvinuko Lolo nuotykiai) были дублированы студией Tallinnfilm и телекомпанией Lietuvos Televizija соответственно. В версиях этих стран сохранены оригинальные имена персонажей, нет добавления многочисленных несуществующих в оригинале реплик и видеоряд не подвергнут никаким изменениям вплоть до сохранения титров на русском языке (кроме названия мультфильма и номеров серий в эстонской версии, написанных по-эстонски). Однако только в эстонском дубляже полностью сохранена оригинальная музыка. В литовском дубляже часть оригинальной музыки заменена на электронную, а также в некоторых случаях изменены моменты звучания оригинальных мелодий.
Помимо литовского дубляжа, существует также созданная позднее литовская закадровая озвучка с аналогичным названием. В версии с закадровой озвучкой вся оригинальная музыка сохранена.
Оригинальная русская версия также была дублирована и в Финляндии (Lolo — pingviininpoikasen seikkailuja). В финской версии также были сохранены оригинальные имена персонажей и видеоряд не был подвергнут цензуре.